# Grondtoestand
De grondtoestand is het laagste energieniveau van een systeem. Alle toestanden met een hoger energieniveau zijn aangeslagen of geëxciteerde toestanden.
In de kwantummechanica wordt gesteld dat een systeem niet elk willekeurig energieniveau kan hebben, maar dat de energie van een systeem slechts bepaalde, discrete, getalsmatige waarden (niveaus) kan aannemen, of binnen een bepaalde energieband moet vallen: de energieniveaus zijn gekwantiseerd. De toestand met het laagste energieniveau is de grondtoestand.
Als de energiewaarden van de verschillende aangeslagen toestanden veel hoger liggen dan die van de grondtoestand (als het energieverschil groter is dan het product van de gasconstante R en de temperatuur T: RT), dan zal het systeem het grootste deel van de tijd in de grondtoestand doorbrengen. Dit is bijvoorbeeld het geval voor de elektronenbanen binnen atomen bij kamertemperatuur. Zijn de aangeslagen toestanden bereikbaar (het energieverschil is veel kleiner dan RT), dan vinden er voortdurend overgangen plaats tussen de grondtoestand en de verschillende aangeslagen toestanden. Dit is bijvoorbeeld het geval voor de verschillende, discrete, mogelijke rotatiesnelheden van kleine moleculen in een gas.
Door een systeem sterk af te koelen kunnen aangeslagen toestanden steeds moeilijker toegankelijk worden gemaakt (men verkleint zo immers RT). Bij het absolute nulpunt bevindt een systeem zich per definitie in de grondtoestand.